# コスパトリック・ヒューム (第11代ヒューム伯爵)

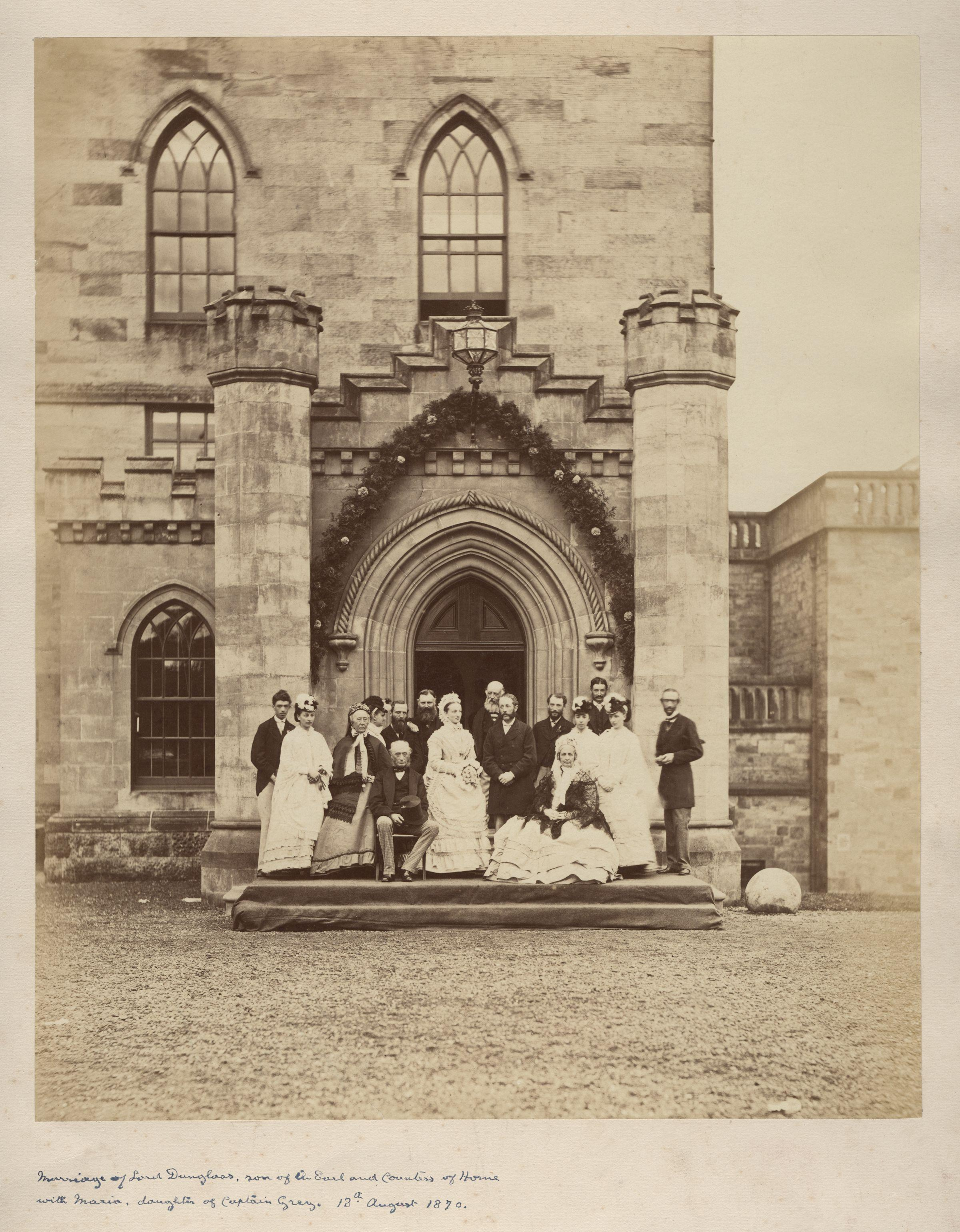
長男チャールズの結婚式における集合写真、1870年8月18日撮影。第11代ヒューム伯爵夫婦は座っている2人。

第11代ヒューム伯爵コスパトリック・アレクサンダー・ヒューム（英語: Cospatrick Alexander Home, 11th Earl of Home、1799年10月27日 – 1881年7月4日）は、イギリスの貴族、政治家。1841年までダングラス卿の儀礼称号を使用した。保守党に属し、外務省政務次官（在任：1828年 – 1830年）、スコットランド貴族代表議員（在任：1842年 – 1874年）、スコットランド国璽尚書（在任：1853年 – 1858年）を歴任した。

## 生涯

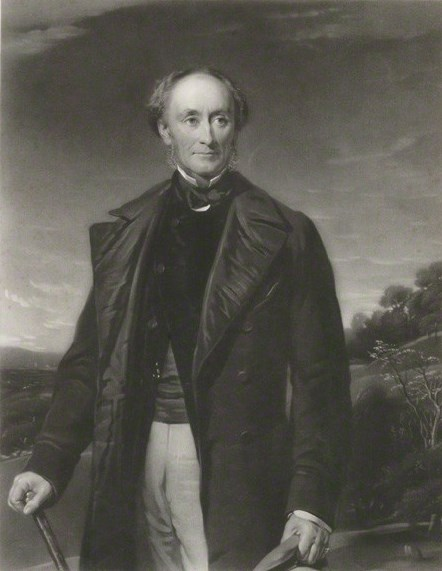
第11代ヒューム伯爵

第10代ヒューム伯爵アレクサンダー・ヒュームと妻エリザベス（Elizabeth、旧姓スコット（Scott）、1770年10月10日 – 1837年6月29日、第3代バクルー公爵ヘンリー・スコットの次女）の長男として、1799年10月27日にダルキース・ハウスで生まれた。1819年1月22日、オックスフォード大学クライスト・チャーチに入学した。
1820年4月24日、ベリックシャー民兵隊の大尉に任命された。1831年1月5日、ベリックシャーの副統監に任命された。1862年2月25日、ラナークシャーの副統監に任命された。
1822年から1823年まで在サンクトペテルブルクイギリス大使館でアタッシェを務めた後、1824年から1827年までイギリス外務省で概要文（precis）書きを務めた。ウェリントン公爵内閣期では1828年6月から1830年11月まで外務省政務次官を務めた。
1841年10月20日に父が死去すると、ヒューム伯爵位を継承した。1842年にスコットランド貴族代表議員に当選、以降1874年まで務めた。貴族院では保守党に属した。1853年5月23日にスコットランド国璽尚書に任命され、1858年までを務めた。1859年から1878年までRoyal Company of Archersの少将を、1878年から1881年まで中将を務めた。
1875年6月11日、連合王国貴族であるラナークシャーにおけるダグラスのダグラス男爵に叙された。この叙爵は、母方の祖母の実家がダグラスのダグラス男爵を所有していたことによる。
1881年7月4日にザ・ヘイゼル近くの道路で急死、ラナークシャーのダグラスにあるセント・ブライズ教会（St Bride's Church）に埋葬された。長男チャールズ・アレクサンダーが爵位を継承した。

## 家族
1832年12月4日、ルーシー・エリザベス・モンタギュー＝スコット（Lucy Elizabeth Montagu-Scott、1805年11月14日 – 1877年5月15日、第2代ボートンのモンタギュー男爵ヘンリー・モンタギュー＝スコットの長女）と結婚、7男3女をもうけた。
- チャールズ・アレクサンダー（1834年4月11日 – 1918年4月30日） - 第12代ヒューム伯爵[9]
- ヘンリー（1835年6月 – 1836年4月10日[2]）
- ジェームズ・アーチボルド（1837年1月20日 – 1909年10月28日） - 法廷弁護士、ベリックシャーの副統監、生涯未婚[9]
- モンタギュー・コスパトリック（1840年6月9日 – 1859年6月1日[9]）
- ウィリアム・ショルト（1842年2月25日 – 1916年12月22日） - 陸軍軍人、生涯未婚[9]
- エリザベス・エレノーラ（1844年7月12日 – 1922年2月20日[9]）
- エイダ（1846年9月8日 – 1932年6月1日） - 1880年4月10日、ヘンリー・ロバート・ヘップバーン＝スコット閣下（Hon. Henry Robert Hepburne-Scott、1914年3月4日没、第7代ポルワース卿ヘンリー・フランシス・ヘップバーン＝スコット（英語版）の息子）と結婚、子供あり[10]
- コスパトリック（1848年5月2日 – 1912年4月25日） - 陸軍軍人[10]
- シャーロット・ルーシー（1850年2月23日 – 1917年3月13日） - 生涯未婚[9]
- ジョージ・ダグラス（1853年10月4日 – 1913年5月18日[10]）